# William Cotton Oswell
William Cotton Oswell (Leytonstone, 27 aprile 1818 – Groombridge, 1º maggio 1893) è stato un esploratore inglese.

## Biografia
Nacque a Leytonstone, nell'Essex, frequentò la Rugby School. Nel 1837 ottenne una posizione presso la Compagnia delle Indie Orientali a Madras attraverso lo zio John Cotton, che era un direttore della compagnia. Trascorse i suoi dieci anni, imparando il tamil e altre lingue e studiò chirurgia e medicina.
Fu mandato in Sudafrica per motivi di salute ed esplorò il deserto del Kalahari nel Bechuanaland (ora Botswana) e localizzò il Lago Ngami. Partecipò alle spedizioni sul fiume Zambesi con David Livingstone; uno dei figli di Livingstone, nato in Botswana nel 1851. Tornò in Inghilterra nel 1853 e svolse compiti medici durante la guerra di Crimea. Nel 1855-56 viaggiò nel Nord e nel Sud America. Nel 1860, sposò sua moglie Agnes, si stabilì a Groombridge, nel Kent, e ebbe cinque figli.
La specie Rhinoceros oswellii fu chiamata in suo onore (questo nome non è più usato nella tassonomia moderna).